# Crotalus lannomi
Crotalus lannomi är en ormart som beskrevs av Tanner 1966. Crotalus lannomi ingår i släktet skallerormar och familjen huggormar. IUCN kategoriserar arten globalt som otillräckligt studerad. Inga underarter finns listade i Catalogue of Life.
Denna skallerorm förekommer bara i en mindre region i västra Mexiko. Sedan upptäckten 1966 hittades inga fler exemplar. I området finns lövfällande skogar och blandskogar.